# Budzów (województwo małopolskie)
Budzów – wieś w Polsce, położona w Beskidzie Makowskim, województwie małopolskim, w powiecie suskim, w gminie Budzów. Siedziba gminy Budzów.

## Położenie
Budzów znajduje się w Beskidzie Makowskim, między wschodnią częścią Pasma Koskowej Góry a Pasmem Chełmu. Zabudowania i pola Budzowa zajmują dość rozległe dno doliny Paleczki i jej dopływu – Jachówki, oraz zbocza obydwu pasm. Przez miejscowość przechodzi droga wojewódzka nr 956. Do miejscowości należą przysiółki: Mirochówka i Zimzielówka.
| przysiółki | Mirochówka, Polany, Zimzielówka |
| części wsi | Adamkówka, Buktówka, Burligówka, Durajówka, Dyrdówka, Firkówka, Florkówka, Fujówka, Garbatówka, Grudówka, Grychówka, Holydówka, Hubówka, Judaszówka, Korelówka, Kozłówka, Krupkówka, Kurkówka, Lenikówka, Madziarówka, Moćkówka, Mychówka, Niedźwiedziówka Dolna, Niedźwiedziówka Górna, Nowakówka, Partykowo, Partykówka Dolna, Partykówka Górna, Paskówka, Pawlicówka, Pieczarówka, Pykówka, Rojkówka, Spólnikówka, U Bukowskiego, Warchałówka, Wartówka, Włóczykijówka, Wojtankówka, Zającówka |

## Historia
Wieś Budzów została założona mocą przywileju króla Kazimierza Wielkiego, ogłoszonego na zamku lanckorońskim 15 maja 1369 roku. W 1410 roku wśród wsi królewszczyzny lanckorońskiej wymienia się także wieś Zachełmną.

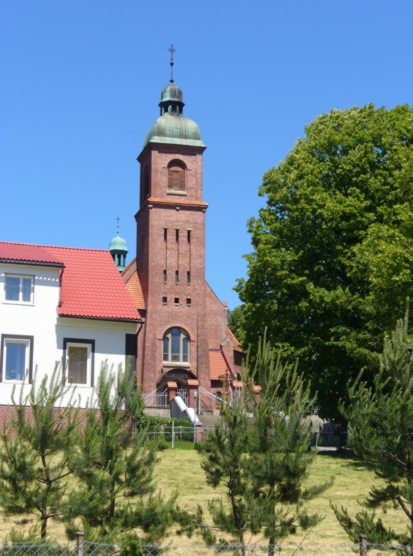
Budzowski kościół pw. Matki Bożej Pocieszenia

W latach 1954–1972 wieś należała i była siedzibą władz gromady Budzów. W latach 1975–1998 wieś administracyjnie należała do województwa bielskiego.

## Osoby związane z miejscowością
- inż. Józef Marek